# 공형군
수학에서 내적 공간의 공형군(영어: Conformal group)은 각도를 보존하는 자기 사상 군이다. 보다 공식적으로는 내적 공간의 공형기하학을 보존하는 변환 군이다. 공형군은 기하학적으로 중요할뿐만 아니라 복소해석학에서도 자연스럽게 등장한다. 또한 민코프스키 공간의 기하학에서도 중요하다.
특히 중요한 몇 가지 특정 공형군들:
- 공형 직교군: V가 이차 형식 Q가 주어진 벡터 공간인 경우 공형 직교 군 CO(V, Q)는 V 의 모든 x 에 대해 다음과 같은 스칼라 λ가 존재하는 V 의 선형 변환 T 군이다.
{\displaystyle Q(Tx)=\lambda ^{2}Q(x)}

정부호 이차 형식의 경우 공형 직교 군은 중심 닮음 변환 군에 직교군을 곱한 것과 같다.
- 구의 공형군은 원 반전으로 생성된다. 이 군은 뫼비우스 군으로도 알려져 있다.
- 유클리드 공간 En, n > 2 에서 공형군은 초구 반전으로 생성된다.
- 준 유클리드 공간 E p, q에서 Conf(p, q) ≃ O(p + 1, q + 1) / Z2이다.[1]

모든 공형군은 리 군이다.

## 각도 해석
유클리드 기하학에서는 원에서 유래하는 표준적 각도가 있지만 준 유클리드 공간에서는 쌍곡선 각도도 있다. 특수 상대성이론 연구에서 정지 좌표계에 대한 속도 변화에 대한 다양한 기준 좌표계는 쌍곡 각도인 신속도와 관련된다. 로런츠 부스트는 신속도 사이의 미분 각도를 유지하는 쌍곡 회전으로 설명 할 수 있다. 즉, 로런츠 부스트는 쌍곡 각도에 대한 공형 변환이다.
일반적인 복소평면의 공형군인 뫼비우스 군의 과정을 모방하면 적절한 공형군을 생성할 수 있다. 준 유클리드 기하학은 점이 분할복소수 또는 이원수 평면 기하학으로 설명 된다. 뫼비우스 군을 완전히 설명하기 위해 콤팩트 공간인 리만 구가 필요한 것처럼 대체적 복소 평면은 공형 사상의 완전한 설명을 위해 콤팩트화가 필요하다. 그럼에도 불구하고, 각 경우의 공형군은 적절한 평면에서의 선형 분수 변환에 의해 제공된다.

## 정의
(준-) 리만 다양체 {\displaystyle M}가 주어졌을 때, 공형군 {\displaystyle {\text{Conf}}(M)}은 {\displaystyle M}에서 자체로 가는 공형 사상들이 이루는 군이다.
보다 구체적으로, 이것은 {\displaystyle M}에서 각도를 보존하는 매끄러운 자기 사상 군이다. 그러나 공형 동치류 {\displaystyle [g]}가 정부호가 아닌 경우 '각도'는 무한대일 수도 있는 초각(超角, hyper-angle)이다.
준 유클리드 공간의 경우 정의가 약간 다르다. {\displaystyle {\text{Conf}}(p,q)}는 준 유클리드 공간 {\displaystyle \mathbf {E} ^{p,q}}(때로는 직교 기저를 선택한 후 {\displaystyle \mathbb {R} ^{p,q}}로 본다.)의 공형 콤팩트화로 인해 발생하는 다양체의 공형군이다. 이 공형 콤팩트화는 {\displaystyle S^{p}\times S^{q}}을 사용하여 정의할 수 있으며, 포함 사상 {\displaystyle (\mathbf {x} ,\mathbf {t} )\mapsto X=(\mathbf {x} ,\mathbf {t} )}에 의해 {\displaystyle \mathbb {R} ^{p+1,q+1}}에서 널 포인트들이 이루는 부분 다양체로 본다. (여기서 {\displaystyle X} 단일 시공간 벡터로 간주된다). 공형 콤팩트화는 그러면  '대척점'들을 붙인 {\displaystyle S^{p}\times S^{q}}이다. 이는 {\displaystyle \mathbb {R} ^{p+1,q+1}}의 사영화를 통해 발생한다. 만약에 {\displaystyle N^{p,q}}가 공형 콤팩트화이면  {\displaystyle {\text{Conf}}(p,q):={\text{Conf}}(N^{p,q})}. 특히 이 군에는 {\displaystyle \mathbb {R} ^{p,q}}의 반전이 포함된다. 이는 {\displaystyle \mathbb {R} ^{p,q}}의 자기 사상이 아니다. 왜냐하면 원점을 무한대로 사상하고 무한대를 원점으로 사상하기 때문이다.

## Conf(p,q)
준 유클리드 공간 {\displaystyle \mathbb {R} ^{p,q}}의 경우, 공형군의 리 대수의 기저는 {\displaystyle \{M_{\mu \nu },P_{\mu },K_{\mu },D\}}로 주어지고 다음 교환 관계를 사용한다.{\displaystyle {\begin{aligned}&[D,K_{\mu }]=-iK_{\mu }\,,\\&[D,P_{\mu }]=iP_{\mu }\,,\\&[K_{\mu },P_{\nu }]=2i(\eta _{\mu \nu }D-M_{\mu \nu })\,,\\&[K_{\mu },M_{\nu \rho }]=i(\eta _{\mu \nu }K_{\rho }-\eta _{\mu \rho }K_{\nu })\,,\\&[P_{\rho },M_{\mu \nu }]=i(\eta _{\rho \mu }P_{\nu }-\eta _{\rho \nu }P_{\mu })\,,\\&[M_{\mu \nu },M_{\rho \sigma }]=i(\eta _{\nu \rho }M_{\mu \sigma }+\eta _{\mu \sigma }M_{\nu \rho }-\eta _{\mu \rho }M_{\nu \sigma }-\eta _{\nu \sigma }M_{\mu \rho })\,,\end{aligned}}}다른 모든 리 괄호는 사라지게 된다. 여기서 {\displaystyle \eta _{\mu \nu }}는 민코프스키 계량이다. 실제로 이 리 대수는 공간 차원과 시간 차원이 하나 더 있는 로런츠 군의 리 대수 {\displaystyle {\mathfrak {conf}}(p,q)\cong {\mathfrak {so}}(p+1,q+1)}와 동형이다. 차원이 일치하는지는 쉽게 확인할 수 있다. 동형 사상을 명시적으로 나타내려면 다음을 정의하자.{\displaystyle {\begin{aligned}&J_{\mu \nu }=M_{\mu \nu }\,,\\&J_{+1,\mu }={\frac {1}{2}}(P_{\mu }-K_{\mu })\,,\\&J_{0,\mu }={\frac {1}{2}}(P_{\mu }+K_{\mu })\,,\\&J_{-1,0}=D.\end{aligned}}}그러면 {\displaystyle a,b=-1,0,\cdots ,n=p+q}에 대해 생성원 {\displaystyle J_{ab}}이 로런츠 대수 관계를 따르고 계량은{\displaystyle {\tilde {\eta }}_{ab}=\operatorname {diag} (-1,+1,-1,\cdots ,-1,+1,\cdots ,+1)}이다.

## 2차원 시공간의 공형군
2차원 유클리드 공간 또는 1+1차원 시공간의 경우 공형 대칭 공간이 훨씬 더 크다. 물리학에서는 공형군이 무한 차원이라고 말하는 경우가 있지만 이는 국소 대칭의 리 대수가 무한 차원인 반면 잘 정의된 전역 대칭의 리 군으로 반드시 확장되는 것은 아니기 때문에 이는 정확한 표현이 아니다.
{\displaystyle n>2} 차원 시공간의 경우, 국소 공형 대칭은 모두 전역 대칭으로 확장된다. {\displaystyle n=2}일 때 유클리드 공간, 복소 좌표 {\displaystyle z=x+iy}로 변경된 후 국소 공형 대칭은 다음 벡터장들의 무한 차원 공간으로 설명된다.{\displaystyle l_{n}=-z^{n+1}\partial _{z}.}따라서 2차원 유클리드 공간의 국소 공형 대칭은 무한 차원 비트 대수이다.

## 시공간의 공형군
1908년, 리버풀 대학교의 두 명의 젊은 연구원인 해리 배이트먼과 에벤에저 커닝햄은 시공간의 공형군에 대한 아이디어를 꺼냈다. 그들은 운동학 군이 시공간의 이차 형식을 보존하기 때문에 필연적으로 공형군이고 등방 이차 형식에 관해서는 직교 변환과 준하다고 주장했다. 전자기장의 자유성은 운동학적 운동에만 국한되지 않고 오히려 이차 형식를 유지하는 변환에 국소적으로 비례해야 한다. 1910년 해리 배이트먼의 논문에서는 빛 원뿔을 보존하는 변환의 야코비 행렬을 연구하고 그것이 공형 특성을 가지고 있음을 보여주었다. 배이트먼과 커닝햄은 이 공형군이 " 맥스웰 방정식을 구조적으로 불변하게 만드는 가장 큰 변환 군"임을 보여주었다. 시공간의 공형군은 {\displaystyle C(1,3)}으로 표시되었다
수학자 이삭 야글롬은 분할복소수와 이원수에서 시공간 공형 변환의 수학에 기여했다. 분할 복소수와 이원수는 체가 아닌 환을 형성하므로 선형 분수 변환에서는 전단사 사상이 되기 위해 환 위의 사영직선이 필요하다.
1914년 루드빅 실버스타인의 작업 이후로 로런츠 군을 표현하기 위해 쌍사원수 환을 사용하는 것이 전통이었다. 시공간 공형군의 경우 해당 환 위의 사영선에서 선형 분수 변환을 고려하는 것으로 충분하다. 배이트먼은 시공간 공형군의 원소를 구형 파동 변환이라 불렀다. 시공간 이차 형식 연구의 세부 사항은 리 구면 기하학에 흡수되었다.
공형군이 물리적 과학에서 지속적으로 관심을 받는 것에 대해 바루트는 1985년에 다음과 같이 썼다. "공형군에 대한 관심의 주요 이유 중 하나는 그것이 아마도 푸앵카레 군을 포함하는 더 큰 군 중에서 가장 중요하다는 것이다."

## 같이 보기
- 공형 사상
- 공형 대칭(물리)

## 더 읽어보기
- Kobayashi, S. (1972). 《Transformation Groups in Differential Geometry》. Classics in Mathematics. Springer. ISBN 3-540-58659-8. OCLC 31374337.
- Sharpe, R.W. (1997), 《Differential Geometry: Cartan's Generalization of Klein's Erlangen Program》, Springer-Verlag, New York, ISBN 0-387-94732-9.
- Peter Scherk (1960) "Some Concepts of Conformal Geometry", American Mathematical Monthly 67(1): 1−30 doi:10.2307/2308920
- Martin Schottenloher, The conformal group, chapter 2 of A mathematical introduction to conformal field theory, 2008 (pdf)
- page on conformal groups[깨진 링크(과거 내용 찾기)]